# Acanthaphritis grandisquamis
Acanthaphritis grandisquamis är en fiskart som beskrevs av Günther, 1880. Acanthaphritis grandisquamis ingår i släktet Acanthaphritis och familjen Percophidae. Inga underarter finns listade i Catalogue of Life.